# Pont du marais de Manchac
Le pont du marais de Manchac, ou Manchac Swamp Bridge en anglais, est un pont situé aux États-Unis. C'est le 11e pont du monde par sa longueur avec une longueur totale de 36,69 km et le 2e des États-Unis. Il s'agirait aussi du plus long pont sans péage du monde.
L'ouvrage supporte l'Interstate 55 au-dessus du marais de Manchac, en Louisiane, et représente environ un tiers de l'autoroute. Ouvert en 1979, sa construction a rencontré quelques difficultés, notamment au niveau des piles qui s'enfoncent de 79 mètres à l'intérieur du marécage. Son coût de construction a été d'environ 7 millions de dollars par mile.